# برش‌سگ
برش‌سگ (نام علمی: Caedocyon) نام یک سرده از زیرخانواده باخترسگیان است.